# Stade Marcello-Melani
Le stade Marcello-Melani (en italien : Stadio Marcello Melani), auparavant connu sous le nom de stade communal de Pistoia (en italien : Stadio Comunale di Pistoia), est un stade de football italien situé dans la ville de Pistoia, en Toscane.
Le stade, doté de 13 195 places et inauguré en 1966, sert d'enceinte à domicile à l'équipe de football de l'Unione Sportiva Pistoiese 1921.

## Histoire
Le club de l'US Pistoiese, qui jouait auparavant au Stade de Monteoliveto (démoli en 1972), joue dans le nouveau stade communal à partir de 1966. Le stade est inauguré le 25 juin 1966, lors d'un match nul 1-1 entre les locaux de l'US Pistoiese et les brésiliens de Vasco da Gama.
Au moment de la promotion du club en Serie A, le virage nord est construit en 1980.
Le virage sud est quant à lui inauguré le 11 octobre 1999.
Durant la saison 2002-03, le stade accueille le club local de l'Associazione Calcistica Aglianese.
Le 6 décembre 2006, le stade communal est rebaptisé Stade Marcello Melani en hommage à Marcello Melani, président de l'US Pistoiese entre 1974 et 1984 (période durant laquelle le club atteignit la Serie A pour la première fois de son histoire).

## Galerie

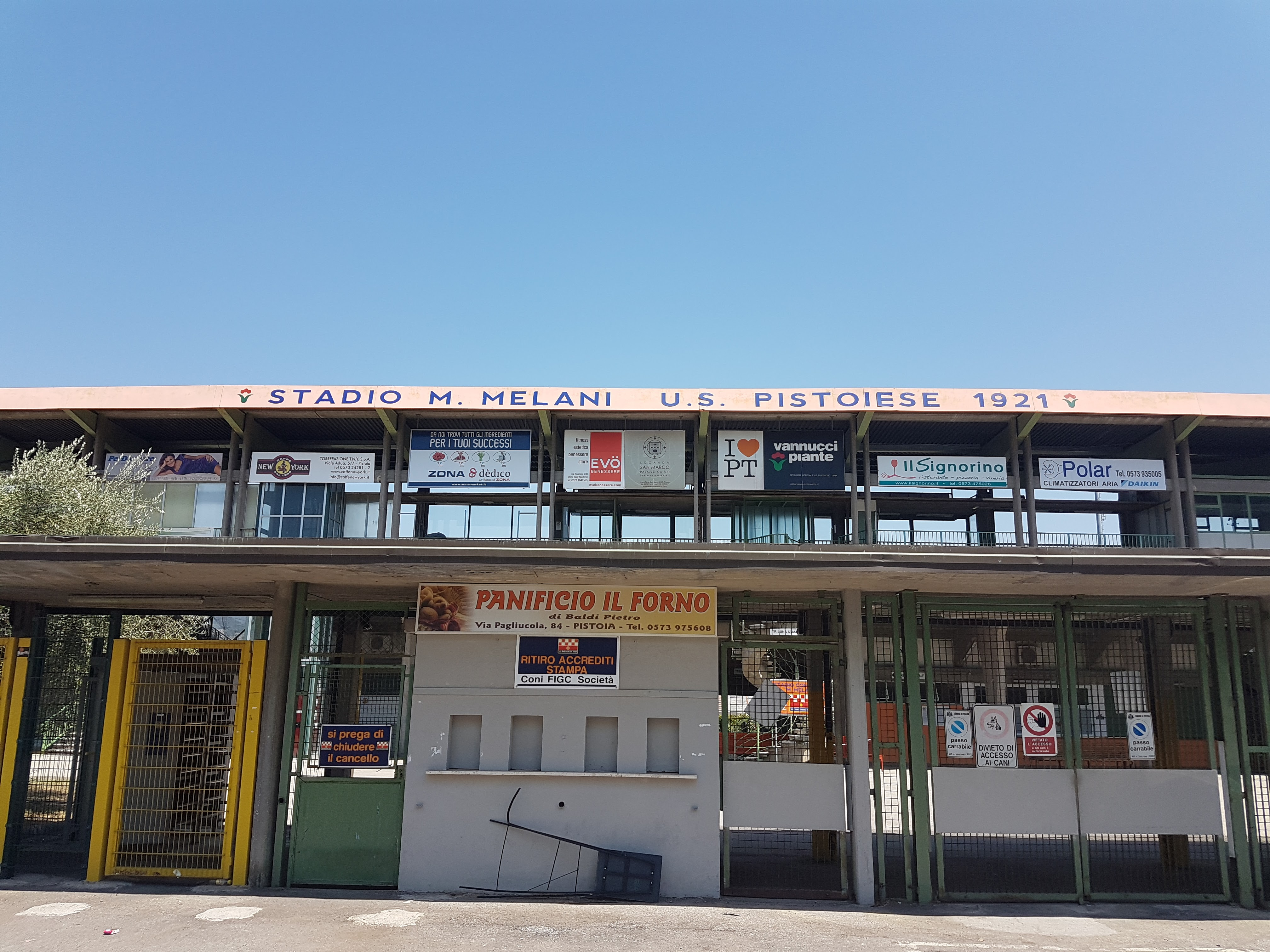
Entrée du stade
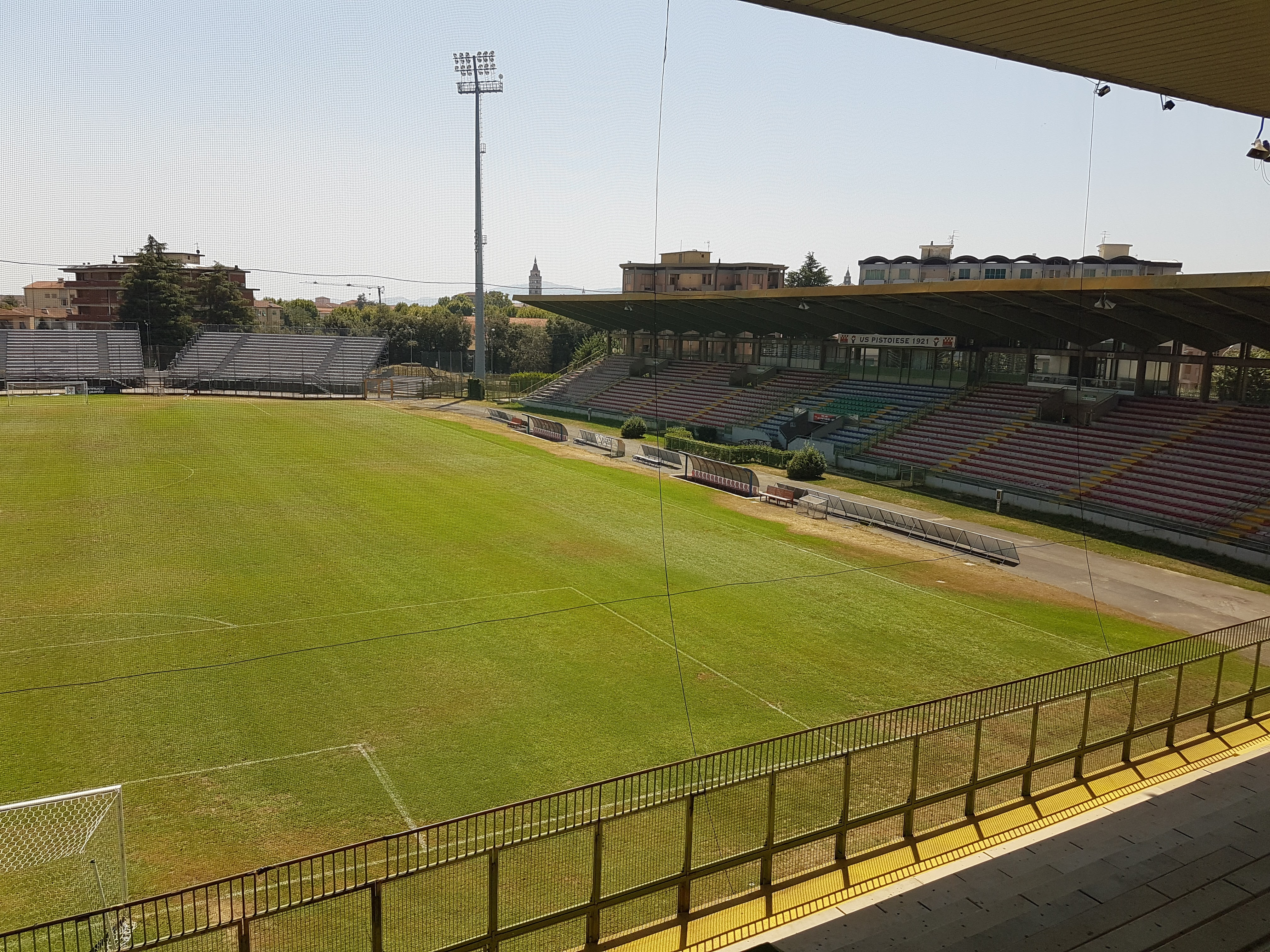
Vue du terrain depuis le virage
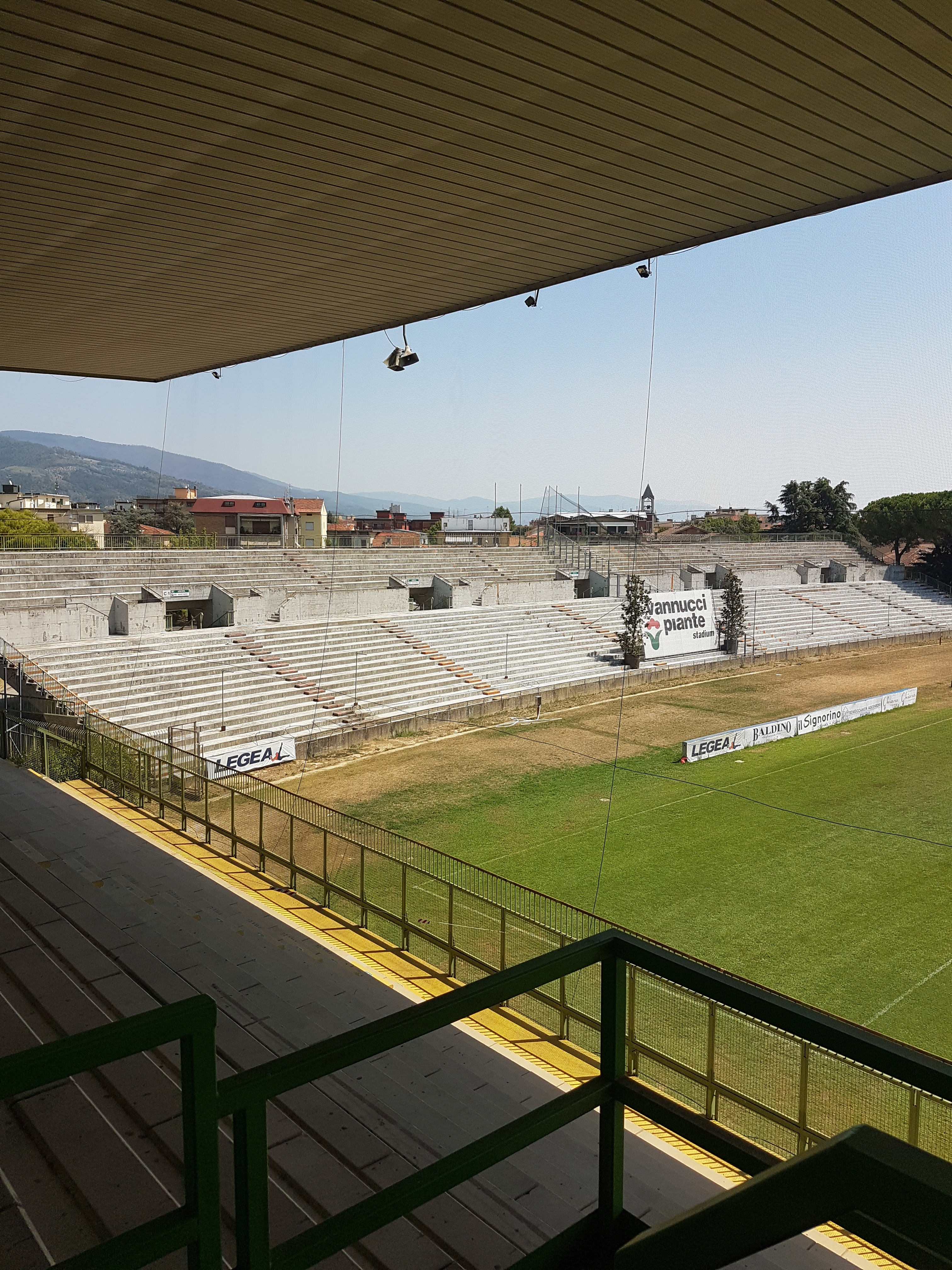
Vue du terrain depuis les gradins
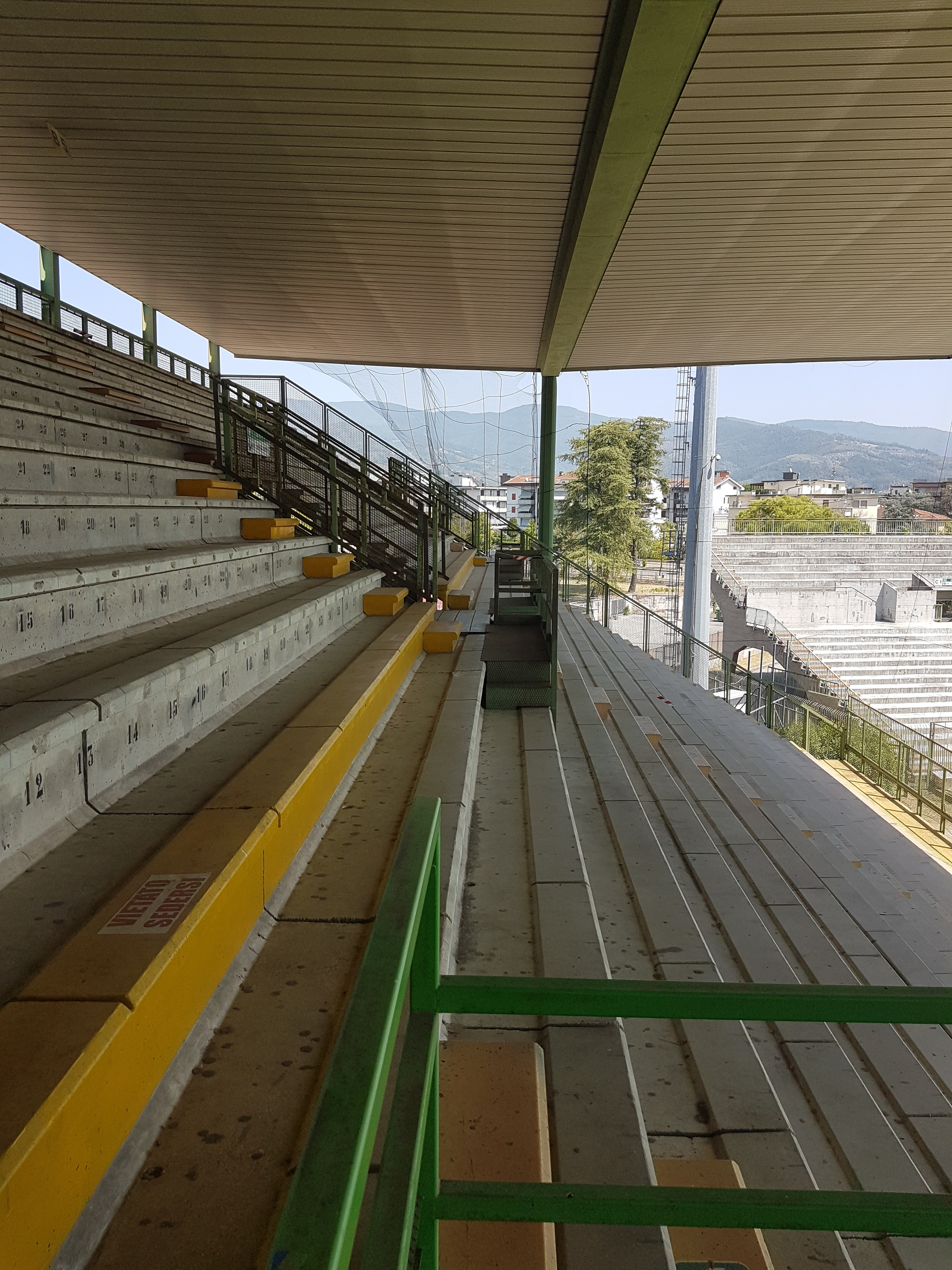
Vue des gradins n°1
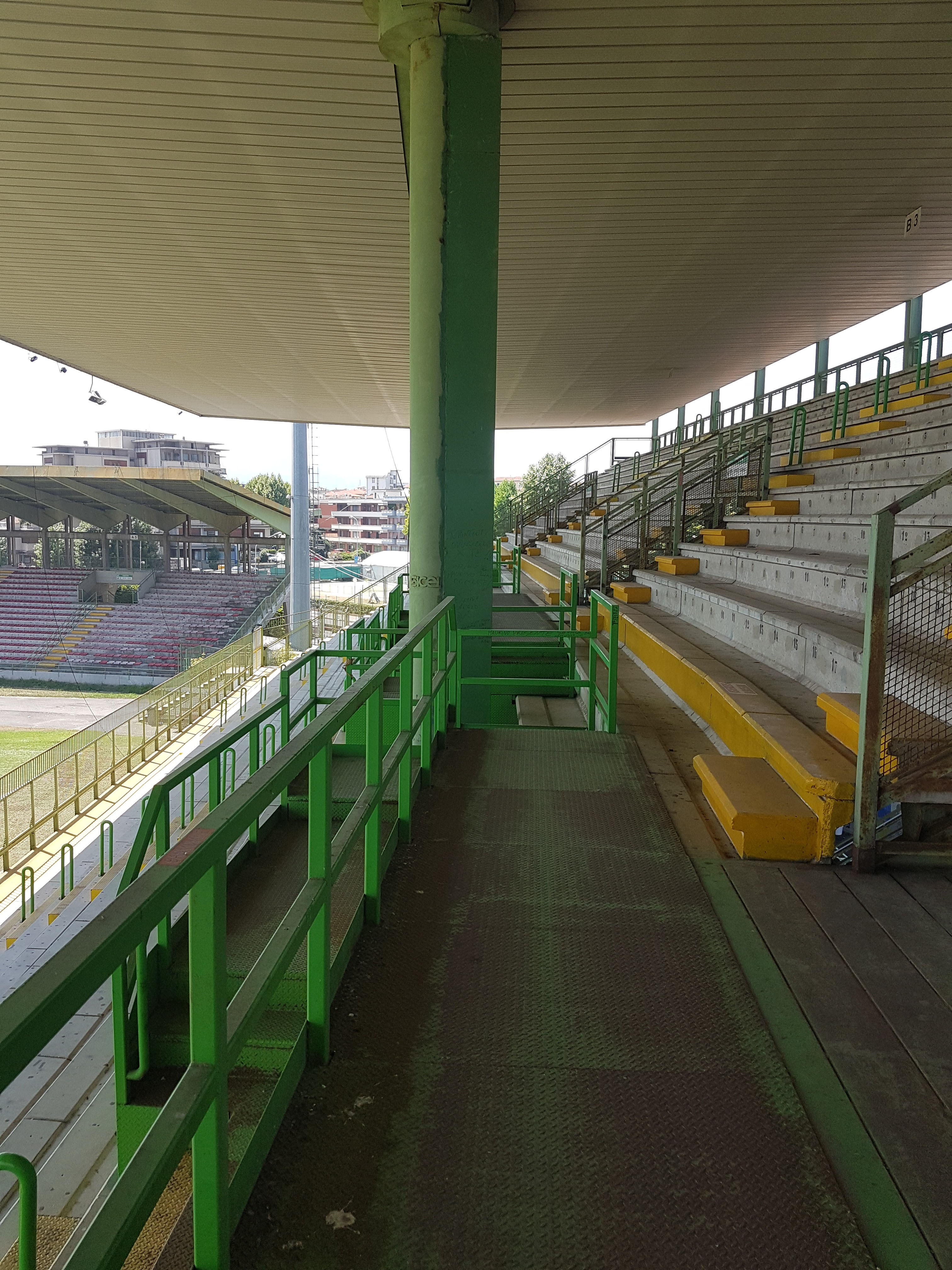
Vue des gradins n°2